# 瑞安·泰亚克
瑞安·泰亚克（英語：Ryan Tyack，1991年6月2日—）是一名澳大利亚男子射箭运动员，他的家乡是昆士兰州楠伯。泰亚克在2000年开始练习射箭，2003年开始参加国际比赛。他刚开始接触射箭时，他的母亲担任其教练。他在2016年入选了里约奥运澳大利亚射箭队。奥运期间他联同另外两名队友亚历克·波茨和泰勒·沃思在男子团体项目中获得铜牌。在获得奥运奖牌的十几天后，他和另外几名澳大利亚代表团的选手因擅自进入篮球赛场观看奥运男子篮球半决赛澳大利亚对阵塞尔维亚的比赛而被巴西警方逮捕。